# Comté de Mississippi (Arkansas)
Pour les articles homonymes, voir Comté de Mississippi.
Le comté de Mississippi est un comté de l'État de l'Arkansas aux États-Unis. Selon le recensement de 2010, il comptait 46 480 habitants. Ses deux sièges sont Blytheville et Osceola. Il est fondé le 1er novembre 1833 et tire son nom du fleuve éponyme qui le borde sur ses frontières est. Le comté est membre du 1er District congressionnel d'Arkansas. Son juge est Teri Brassfield.
Jefferson W. Speck, un planteur du comté, était en course pour le poste de gouverneur d'Arkansas en 1950 et 1952.

## Géographie
Selon le Bureau du recensement des États-Unis, le comté a une surface totale de 920 miles carrés (2 400 km2), dont 901 miles sont faits de terre (2 330 km2) et 18 miles (18 km2) sont faits d'eau.

### Principales routes nationales
- Interstate 55
- U.S. Highway 61
- Highway 14
- Highway 18
- Highway 18 Business
- Highway 77
- Highway 118
- Highway 119
- Highway 135
- Highway 136
- Highway 137
- Highway 137 Spur
- Highway 140
- Highway 150
- Highway 151
- Highway 158
- Highway 181
- Highway 239
- Highway 239 Spur
- Highway 947

### Comtés adjacents
- Comté de Dunklin, Missouri (nord-ouest)
- Comté de Pemiscot, Missouri (nord)
- Comté de Dyer, Tennessee (nord-est)
- Comté de Lauderdale, Tennessee (est)
- Comté de Tipton, Tennessee (sud-est)
- Comté de Crittenden (sud)
- Comté de Poinsett (sud-ouest)
- Comté de Craighead (ouest)

## Démographie
| 1840  | 1850  | 1860  | 1870  | 1880  | 1890   |
| ----- | ----- | ----- | ----- | ----- | ------ |
| 1 410 | 2 368 | 3 895 | 3 633 | 7 332 | 11 635 |

| 1900   | 1910   | 1920   | 1930   | 1940   | 1950   |
| ------ | ------ | ------ | ------ | ------ | ------ |
| 16 384 | 30 468 | 47 320 | 69 289 | 80 217 | 82 375 |

| 1960   | 1970   | 1980   | 1990   | 2000   | 2010   |
| ------ | ------ | ------ | ------ | ------ | ------ |
| 70 174 | 62 060 | 59 517 | 57 525 | 51 979 | 46 480 |

### Aires protégées
- Big Lake National Wildlife Refuge